# ZIL역
ZIL 역(러시아어: ЗИЛ 제이옐 역[*])은 모스크바 지하철 모스크바 중앙 순환선의 역이다. 역명은 2012년까지 이 곳에서 운영되었던 전 자동차 제조 업체인 "ZIL"의 이름을 따온 것이다.

## 환승
ZIL 역에서는 자모스크보레츠카야 선의 테흐노파르크 역으로 무료 환승이 가능하지만, 거리가 1km가 넘어 환승을 하는 경우 비효율적일 수 있다.